# Zew nocy
Zew nocy (jap. よふかしのうた Yofukashi no uta) – manga autorstwa Kotoyamy, publikowana na łamach magazynu „Shūkan Shōnen Sunday” wydawnictwa Shōgakukan od sierpnia 2019 do stycznia 2024. W Polsce prawa do dystrybucji mangi wykupiło Studio JG. 
Na podstawie mangi studio Liden Films wyprodukowało serię anime, która była emitowana od lipca do września 2022. Premiera drugiego sezonu odbyła się w lipcu 2025.

## Fabuła
Nie mogąc zasnąć ani odnaleźć prawdziwej satysfakcji w codziennym życiu, Ko Yamori przestaje chodzić do szkoły i zaczyna wędrować nocą po ulicach. Spotyka dziewczynę o imieniu Nazuna Nanakusa, która jest wampirzycą i pokazuje Ko radość płynącą z bycia nocnym wędrowcem. Sprawia to, że Ko również pragnie zostać wampirem, ale żeby osiągnąć swój cel, musi się najpierw w niej zakochać.

## Bohaterowie

### Główni
- Ko Yamori (jap. 夜守コウ Yamori Kō)

Seiyū: Gen Satō 
- Nazuna Nanakusa (jap. 七草ナズナ Nanakusa Nazuna)

Seiyū: Sora Amamiya 

### Ludzie
- Akira Asai (jap. 朝井アキラ Asai Akira)

Seiyū: Yumiri Hanamori 
- Mahiru Seki (jap. 夕真昼 Seki Mahiru)

Seiyū: Kensho Ono 
- Akihito Akiyama (jap. 秋山昭人 Akiyama Akihito)

Seiyū: Hiroyuki Yoshino 
- Kiyosumi Shirakawa (jap. 白河清澄 Shirakawa Kiyosumi)

Seiyū: Yōko Hikasa 

### Wampiry
- Seri Kikyō (jap. 桔梗セリ Kikyō Seri)

Seiyū: Haruka Tomatsu 
- Nico Hirata (jap. 平田ニコ Hirata Niko)

Seiyū: Eri Kitamura 
- Kabura Honda (jap. 本田カブラ Honda Kabura)

Seiyū: Shizuka Itō 
- Midori Kohakobe (jap. 小繁縷ミドリ Kohakobe Midori)

Seiyū: Naomi Ōzora 
- Hatsuka Suzushiro (jap. 蘿蔔ハツカ Suzushiro Hatsuka)

Seiyū: Azumi Waki 

## Manga
Seria została napisana i zilustrowana przez Kotoyamę, autora mangi Dagashi kashi. Manga ukazywała się od 28 sierpnia 2019 do 24 stycznia 2024 w magazynie „Shūkan Shōnen Sunday”. Wydawnictwo Shōgakukan zebrało jej rozdziały w 20 tankōbonach, wydawanych między 18 listopada 2019 a 18 marca 2024. 
3 lipca 2020 wydawnictwo Viz Media zapowiedziało wydanie mangi w języku angielskim, natomiast premiera odbyła się 13 kwietnia 2021. W Polsce prawa do dystrybucji mangi nabyło Studio JG, o czym poinformowano 5 sierpnia 2022, premiera odbyła się zaś 21 października tego samego roku.
| Nr | Język japoński       | Język japoński         | Język polski         | Język polski           |
| Nr | Data wydania         | ISBN                   | Data wydania         | ISBN                   |
| -- | -------------------- | ---------------------- | -------------------- | ---------------------- |
| 1  | 18 listopada 2019    | ISBN 978-4-09-129492-0 | 21 października 2022 | ISBN 978-83-8001-977-5 |
| 2  | 18 lutego 2020       | ISBN 978-4-09-129556-9 | 27 stycznia 2023     | ISBN 978-83-8257-059-5 |
| 3  | 16 kwietnia 2020     | ISBN 978-4-09-850064-2 | 28 marca 2023        | ISBN 978-83-8257-076-2 |
| 4  | 18 sierpnia 2020     | ISBN 978-4-09-850163-2 | 12 czerwca 2023      | ISBN 978-83-8257-176-9 |
| 5  | 16 października 2020 | ISBN 978-4-09-850268-4 | 23 sierpnia 2023     | ISBN 978-83-8257-228-5 |
| 6  | 18 stycznia 2021     | ISBN 978-4-09-850384-1 | 13 listopada 2023    | ISBN 978-83-8257-292-6 |
| 7  | 16 kwietnia 2021     | ISBN 978-4-09-850522-7 | 29 lutego 2024       | ISBN 978-83-8257-350-3 |
| 8  | 16 lipca 2021        | ISBN 978-4-09-850635-4 | 30 kwietnia 2024     | ISBN 978-83-8257-416-6 |
| 9  | 18 listopada 2021    | ISBN 978-4-09-850735-1 | 28 czerwca 2024      | ISBN 978-83-8257-470-8 |
| 10 | 18 lutego 2022       | ISBN 978-4-09-850872-3 | 30 sierpnia 2024     | ISBN 978-83-8257-517-0 |
| 11 | 17 czerwca 2022      | ISBN 978-4-09-851127-3 | 7 listopada 2024     | ISBN 978-83-8257-568-2 |
| 12 | 15 lipca 2022        | ISBN 978-4-09-851204-1 | 23 stycznia 2025     | ISBN 978-83-8257-631-3 |
| 13 | 15 września 2022     | ISBN 978-4-09-851257-7 | 27 marca 2025        | ISBN 978-83-8257-676-4 |
| 14 | 16 grudnia 2022      | ISBN 978-4-09-851474-8 | 30 maja 2025         | ISBN 978-83-8257-731-0 |
| 15 | 16 marca 2023        | ISBN 978-4-09-851767-1 | —                    |                        |
| 16 | 16 czerwca 2023      | ISBN 978-4-09-852123-4 | —                    |                        |
| 17 | 17 lipca 2023        | ISBN 978-4-09-852615-4 | —                    |                        |
| 18 | 17 listopada 2023    | ISBN 978-4-09-852855-4 | —                    |                        |
| 19 | 16 lutego 2024       | ISBN 978-4-09-853115-8 | —                    |                        |
| 20 | 18 marca 2024        | ISBN 978-4-09-853196-7 | —                    |                        |

## Anime
11 listopada 2021 otwarto stronę internetową informującą, że na podstawie mangi studio Liden Films wyprodukuje telewizyjny serial anime. Serię wyreżyserował Tomoyuki Itamura, natomiast funkcję głównego reżysera pełnił Tetsuya Miyanishi. Za scenariusz odpowiedzialna była Michiko Yokote, postacie zaprojektowała Haruka Sagawa, muzykę zaś skomponował Yoshiaki Dewa. Serial był emitowany od 8 lipca do 30 września 2022, w bloku programowym stacji Fuji TV – Noitamina. Licencję na serię poza Azją nabyło Sentai Filmworks.
11 marca 2024 zapowiedziano powstanie drugiego sezonu. Jego premiera odbyła się 4 lipca 2025.

### Ścieżka dźwiękowa
| Nr             | Tytuł                                    | Wykonawca   | Źródło   |
| Czołówka       | Czołówka                                 | Czołówka    | Czołówka |
| -------------- | ---------------------------------------- | ----------- | -------- |
| 1              | „Datenshi” (jap. 堕天)                   | Creepy Nuts | [ 4 ]    |
| 2              | „Mirage”                                 | Creepy Nuts | [ 52 ]   |
| Napisy końcowe |                                          |             |          |
| 1              | „Yofukashi no uta” (jap. よふかしのうた) | Creepy Nuts | [ 4 ]    |
| 2              | „Nemure” (jap. 眠れ)                     | Creepy Nuts | [ 53 ]   |

## Odbiór
W 2020 roku manga została nominowana w szóstej edycji konkursu Next Manga Award i zajęła 7. miejsce spośród 50 nominowanych z liczbą 15 134 głosów. W 2023 roku seria zdobyła 68. nagrodę Shōgakukan Manga w kategorii shōnen.